# Gogana
Gogana is een geslacht van vlinders van de familie eenstaartjes (Drepanidae), uit de onderfamilie Drepaninae.

## Soorten
- G. bornormalis (Holloway, 1998)
- G. specularis (Walker, 1865)
- G. streptoperoides (Holloway, 1998)